# Bartolomeo Ridolfi
Bartolomeo Ridolfi (Nogarole Rocca, ... – ante 1570) è stato uno scultore italiano.
Ridolfi lavorò soprattutto come stuccatore, realizzando soffitti nei quali la decorazione scultorea è spesso unita a quella pittorica, all'interno di importanti palazzi e ville, tra cui quelli di Andrea Palladio. Anche i suoi camini, spesso decorati con figurazioni mostruose, erano molto apprezzati.

## Biografia
(Giorgio Vasari, Le Vite)
Ben poco si sa sulla vita del Ridolfi: sia la data di nascita che quella di morte dello scultore ci sono sconosciute. Lavorò con Andrea Palladio, Michele Sanmicheli, Paolo Veronese; il maggior numero di informazioni sulla sua opera ci è noto grazie a Giorgio Vasari, che lo cita nelle Vite dell'edizione del 1568. Vasari c'informa che Bartolomeo Ridolfi sposò la sesta figlia del defunto Giovanni Maria Falconetto, che fu suo maestro, e che il Ridolfi, secondo Vasari, lavorò parecchio con i fratelli Falconetto, che superava nettamente in bravura.
Ridolfi si trovò a lavorare sia a Vicenza che a Verona, collaborando con i pittori Bernardino India, Anselmo Canera e Domenico Brusasorzi e dividendo le commissioni con lo scultore Alessandro Vittoria, da lui diversissimo per stile. Se infatti, le forme di Vittoria sono orientate verso un composto classicismo, quelle di Ridolfi sono invece profondamente anticlassiche, orientate talvolta al mostruoso, come nei camini di villa Della Torre a Fumane. Sempre Vasari ci rende noto che Ridolfi, verso gli anni 1562-1563, lasciò l'Italia per recarsi insieme al figlio Ottaviano a lavorare in Polonia, presso la corte regia, dove si presume sia morto prima del 1570. Secondo il biografo toscano, Ridolfi in Polonia lavorò sia come scultore sia come architetto, ma nessuna sua opera creata in quel paese è giunta sino a noi.

## Opere
Bartolomeo Ridolfi lavorò alla decorazione di:
- Palazzo Thiene, Vicenza
- Villa Pojana, Pojana Maggiore (Vicenza)
- Palazzo Sanbonifacio-Carton, Verona
- Palazzo Porto, Vicenza
- Villa Della Torre Allegrini, Fumane (Verona)
- Villa Bertoldi, Negrar (Verona)
- Villa Marogna, Nogara (Verona)
- Palazzo Chiericati, Vicenza
- Palazzo Canossa, Verona
- Palazzo Della Torre, Verona
- Palazzo Murari, ora Bocca Trezza, Verona
- Villa Moneta, Belfiore (Verona)